# Branchiocerianthus norvegicus
Branchiocerianthus norvegicus är en nässeldjursart som beskrevs av Brattström 1957. Branchiocerianthus norvegicus ingår i släktet Branchiocerianthus och familjen Corymorphidae. Inga underarter finns listade i Catalogue of Life.